# Stornoway Airport

i7
i11
i13
Der Stornoway Airport (IATA-Code: SYY, ICAO-Code: EGPO) befindet sich 3,7 km östlich von der Stadt Stornoway auf der schottischen Hebrideninsel Lewis and Harris. Betreiber und Besitzer ist die Highlands and Islands Airports.

## Geschichte
Der Flughafen wurde 1937 eröffnet und hauptsächlich für militärische Zwecke verwendet. Die Royal Air Force hatte hier während des Zweiten Weltkrieges eine Luftbasis und von 1972 bis 1998 bestand eine NATO-Operationsbasis. Während des Kalten Krieges, von 1960 bis 1983, war der Flughafen die Heimat der 112 Signals Unit Stornoway (RAF). NATO-Flugzeuge nutzten den Flughafen für Missionen über den Nordatlantik und für Zwischenstopps auf dem Weg nach Grönland und den Vereinigten Staaten.
Heutzutage wird der Flughafen hauptsächlich für Inlandsverkehrsdienste genutzt. Die Royal Mail hat täglichen einen Postflug. Bristow Helicopters betreibt im Auftrag von Her Majesty’s Coastguard einen Hubschrauber, der für Such- und Rettungsaufgaben am Meer ausgestattet ist. Mehrere private Leichtflugzeuge sind am Flughafen ansässig.

## Fluggesellschaften und Ziele
Folgende Fluggesellschaften betreiben regelmäßige Linien- und Charterdienste am Flughafen Stornoway:
| Fluggesellschaft       | Flugziel                      |
| ---------------------- | ----------------------------- |
| Hebridean Air Services | Benbecula                     |
| Loganair               | Edinburgh, Glasgow, Inverness |

## Zwischenfälle
- Am 8. Dezember 1983 wurde eine Cessna Citation I der britischen Trans Europe Air Charter (Luftfahrzeugkennzeichen G-UESS) beim Landeanflug auf Stornoway ins Meer geflogen. Durch diesen Controlled flight into terrain (CFIT) wurden alle 10 Insassen getötet, nämlich 8 Passagiere, der Pilot und ein Pilotenhelfer.[5]

- Am 9. Februar 1998 wurde eine Short 360-100 der British Regional Airlines (G-BLGB) bei einer sehr harten Landung auf dem Flughafen Stornoway irreparabel beschädigt. Alle 30 Insassen, vier Besatzungsmitglieder und 26 Passagiere, überlebten den Unfall.[6]

- Am 2. Januar 2015 gelang es den Piloten einer Saab 340B der britischen Loganair (G-LGNL) beim Start auf dem Flughafen Stornoway nicht, das Flugzeug bei starkem Seitenwind auf der Bahn zu halten. Auch nachdem die Maschine schon die Startbahn verlassen hatte und über Gras und eine geschlossene Bahn raste, ließ der Kapitän die Schubhebel auf Vollgas stehen und zog sie erst zurück, nachdem bereits das Bugfahrwerk zusammengebrochen war. Die 29 Insassen, 3 Besatzungsmitglieder und 26 Passagiere, überlebten den Totalschaden der Maschine.[7]

## Galerie

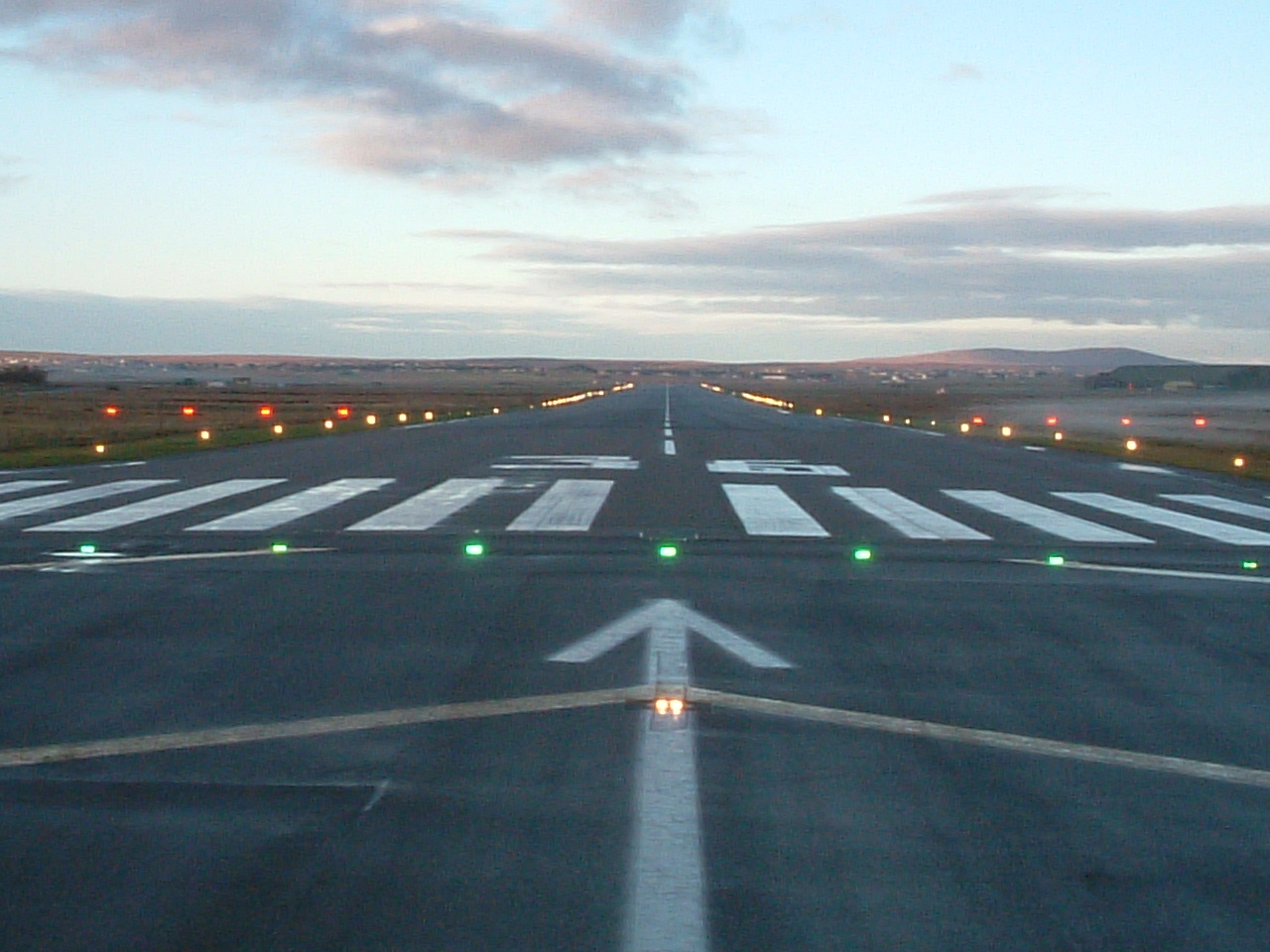
Landebahn 36 am Stornoway Airport
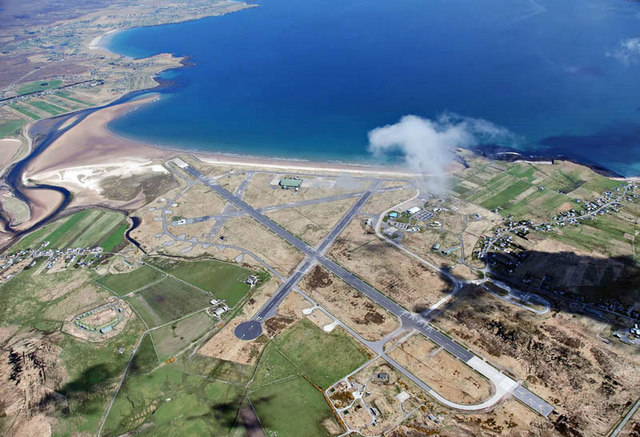
Luftbild des Flughafens
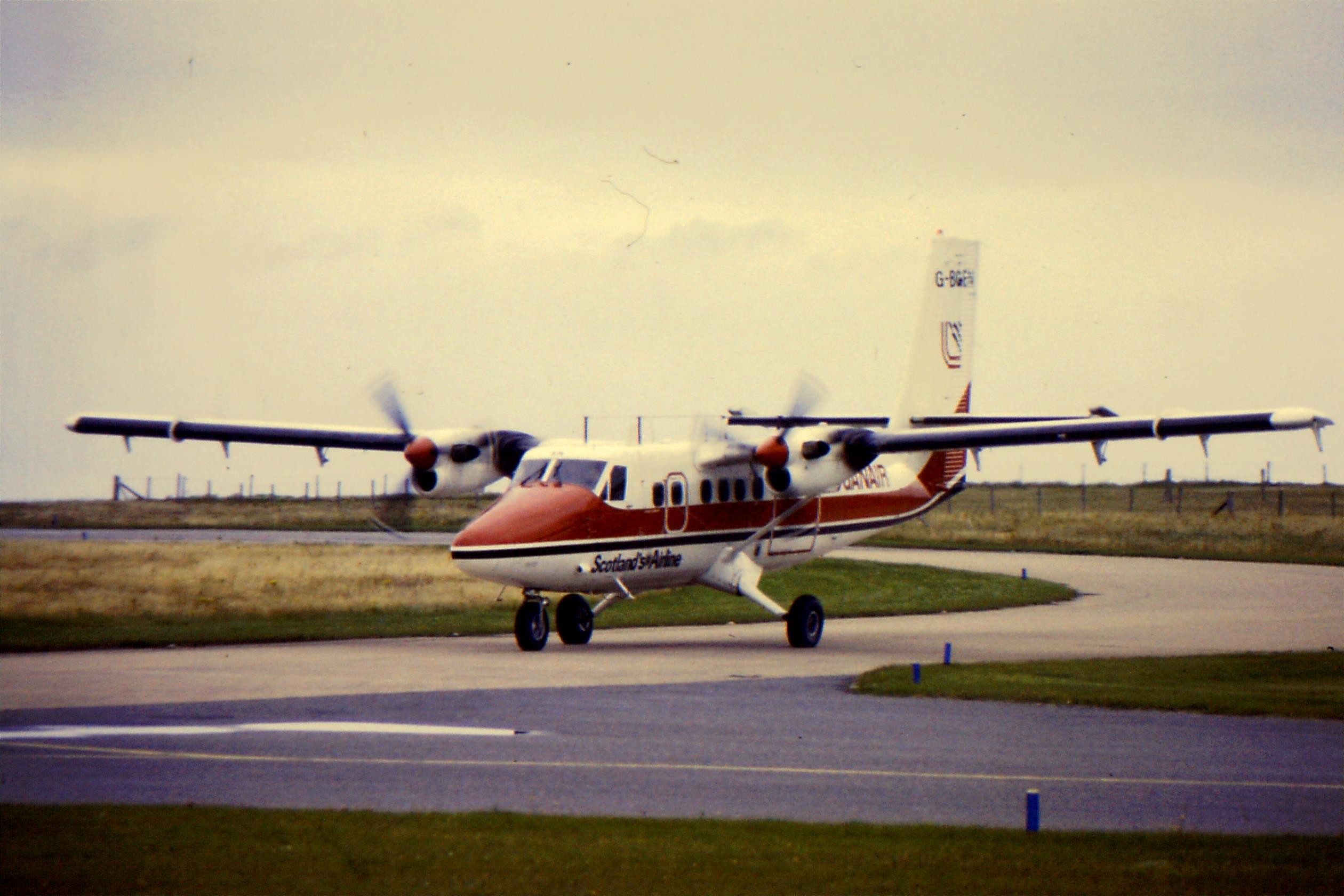
Eine Loganair Twin Otter (G-BGEN) am Stornoway Airport